# Esquirol rupestre de Forrest
L'esquirol rupestre de Forrest (Sciurotamias forresti) és una espècie de rosegador de la família dels esciúrids. És endèmic de la Xina (Sichuan i Yunnan), on viu a altituds d'uns 3.000 msnm. Probablement s'alimenta de llavors. El seu hàbitat natural són els penya-segats amb matolls. És una espècie en risc mínim, és a dir, no sembla que hi hagi cap amenaça significativa per a la seva supervivència.
Aquest tàxon fou anomenat en honor del botànic escocès George Forrest.